# Kontaktor
En kontaktor minder i anvendelse om et relæ, men er bedre egnet til at slutte en større strøm end et relæ, da kontakterne i en kontaktor bevæger sig hurtigere og med en større styrke end et relæ; det mindsker faren for, at kontaktsættet svejser sammen.

## Virkemåde
En kontaktor består af en elektromagnet (solenoide), et anker, en fjeder og et større eller mindre antal kontaktsæt.
Når der sendes elektrisk strøm gennem elektromagnetens vikling, tiltrækkes ankeret af magnetfeltet.
Den ene side af kontaktsættet er fastgjort til ankeret og trækkes derfor med stor kraft imod den anden side af kontaktsættet.
Når strømmen afbrydes, skubber fjederen den ene side af kontaktsættet tilbage i udgangsstillingen, fjederen skubber med en kraft og hastighed, så en svejsning af kontaktsættene undgås.

## Anvendelse
En kontaktor bruges, hvor en stor strøm skal styres af en mindre strøm, f.eks. hvor en el-motor skal kunne startes/stoppes med en elektrisk styring. 